# Лукас Гомес да Сілва
Лукас Гомес да Сілва (порт. Lucas Gomes da Silva, 20 травня 1990, Браганса — 28 листопада 2016, Ла-Уніон) — бразильський футболіст, що грав на позиції нападника.

## Ігрова кар'єра
У дорослому футболі дебютував 2013 року виступами за команду клубу «Лондрина», в якій того року взяв участь лише у 8 матчах чемпіонату.
Згодом з 2013 по 2014 рік грав у складі команд клубів «Сампайо Корреа» та «Ікаса».
Своєю грою за останню команду привернув увагу представників тренерського штабу клубу «Флуміненсе», до складу якого приєднався 2015 року. Відіграв за команду з Ріо-де-Жанейро наступні жодного сезонів своєї ігрової кар'єри.
У 2016 році приєднався до команди клубу «Шапекоенсе».
Загинув 28 листопада 2016 року в авіакатастрофі в Колумбії, яка забрала життя майже всього складу клубу і тренерського штабу клубу в повному складі. Команда летіла на перший фінальний матч ПАК 2016 з «Атлетіко Насьоналем».